# Gle Panjoe Rimba
Gle Panjoe Rimba är en kulle i Indonesien.   Den ligger i provinsen Aceh, i den västra delen av landet, 1 700 km nordväst om huvudstaden Jakarta. Toppen på Gle Panjoe Rimba är 40 meter över havet.
Terrängen runt Gle Panjoe Rimba är platt åt nordväst, men åt sydost är den kuperad. Havet är nära Gle Panjoe Rimba norrut. Runt Gle Panjoe Rimba är det ganska tätbefolkat, med 104 invånare per kvadratkilometer. Närmaste större samhälle är Reuleuet, 18,6 km öster om Gle Panjoe Rimba. 